# 上条当麻
上条 当麻（かみじょう とうま）は、鎌池和馬作のライトノベル『とある魔術の禁書目録』に登場する架空の人物であり、同作品の主人公。外伝『とある科学の超電磁砲』にも登場する。
担当する声優は阿部敦（アニメ版、ドラマCD版、ゲーム版共通）。

## 人物
学園都市に住む高校1年生の少年。その右手には生まれつき「幻想殺し（イマジンブレイカー）」という力が宿っている。また作中でも多用される自身の能力名に似たセリフ「その幻想をぶち殺す」は、ゲーム版でも必殺技の掛け声及び技の名前にもなっている。
第7学区にある、とある高校の1年7組に所属。住居は同学区にある男子学生寮の7階の一室。実家は神奈川県にある。

### 容姿
ツンツンした短めの黒髪をしており、それ以外にはこれと言って特徴が無い平凡な容姿である。この髪型は天然ではなく整髪料を使っているらしいが、それほど身なりに気を使ってはいない。体格は普通であり中肉中背だがやや筋肉質。服装は基本的に学生服で、夏は半袖の制服の下にオレンジ色のTシャツを着ており、冬には詰襟の上着のボタンを開けて下に赤系のシャツを着こんでいる。靴は白地に赤ラインのプーマのスニーカーを愛用している。

### 性格
基本的には気だるげかつ憂々としており、怠惰であり、面倒だと思った事からは逃げようとする。だがその一方では心根は熱く、困っている人を見れば老若男女・親交の有無・自身の危険一切不問で助けに行く超がつくほどの正義感が強くお人よしな性格でもあり、たとえ敵でも動機を察すれば説得すら試みるほど。「理解者」オティヌスには「命知らず以外の言葉がないほどお人好し」と評される。自身の中に完成された主義や思想はなくとも、その場その場で皆の声を聞き、どんな状況であっても最良の選択を採るための手段を惜しまない。物怖じせずすでにできている人の輪に加わって、人と人の繋がりを築き、時にはねじれてしまった相手の心に踏み込み、本当に大切にしていた宝物を自分の足で踏み潰してしまわないように、必死になって暴走を食い止める。「敵は倒せばおしまい」であってほしいと考えており、どれだけ辛い戦いがあっても、勝ち負けが決まればそこで区切って、互いのしがらみを捨ててもう一度やり直せる、という状況を必死に作ろうとしている。エイワスはこれを3種類のヒーローの1つ「誰に教えられなくとも、自身の内から湧く感情に従って真っすぐに進もうとする者」とし、そこに善悪の判断は無いとしている。ただし、その優しさゆえ、非情になりきれない面があるため、土御門やステイルから窘められることもある。木原加群によると「あらゆる危機を解決できる」わけではないが「目についた登場人物を片っ端から救い上げる」性質を持つ人物。ただし記憶を失う以前は救うことのできなかった人間もいたためか、自らを「偽善使い（フォックスワード）」と称して自嘲し、自分の無力さを卑下するなど比較的消極的な面も多かった。
どんな劣勢に立たされようが絶対に食い下がる粘りの力を持つ。オティヌスとの戦いで数百万回を超える死を体験したにもかかわらず、「妹達」のように感情が希薄というわけでもないのにめげずに挑み続けることができるほどに精神力が強靭。また、人を決めるのは能力ではなく行動であるという持論を持ち、見捨てる理由が一つもないというだけで戦いに出ることを前提に考えていることから、レイヴィニアからはその存在自体が「幻想殺し」を活躍させているとも評されている。自分自身が狙われると分かっていても、困っている者を絶対に切り捨てない様から時には「異常者」扱いされることもある。自分は自分をどれだけ使い潰しても構わないと考えており、黒子にはそれこそが歪みの中心だと指摘される。
僧正によれば、全知全能でも一点に尖った天才でもないのに拘らず、世界の舵取りの中心近くに居座る事ができたのは、皆が正しい事だと頭の中で予測した事を実際の行動に移す「度胸」と、多大なリスクを被ってでも一筋のチャンスを掴みに行ける「決断」の力による物だとしている。
その本質は「壁を壊し、手を結ぶ力」「差し伸べた手を振り払われ、睨みつけられ、それでも失敗を恐れずに踏み込む力」であり、衝突する者にとっては最も恐ろしい特性となっている。
追い詰められると色々まくし立ててイニシアチブを取ろうとするクセがあるが、変に強がらず何でも聞く。

### 不幸体質
「不幸だ」が口癖で大小様々なトラブルに巻き込まれる自他共に認める不幸体質。非常に運が悪く、高い頻度で揉め事や厄介事に巻き込まれたり、不運な事態に見舞われるのは日常茶飯事。福引きでもことごとく外れクジ。後述のように「幻想殺し」が神の加護を打ち消しているからだとインデックスは推測している。幼少期にはかなり深刻で、陰湿ないじめに遭い大人達からも疫病神と忌避され、命に関わるような出来事や見世物扱いされることなどもあった。それを危惧した父・刀夜により、「迷信を信じない科学の街」である学園都市に送られた。現在でも不幸であることは変わりないが、旧友達からむしろ「不幸の避雷針」として重宝されたり、「不幸だからこそ、事件に巻き込まれてそこで苦しむ人を助ける機会に恵まれる」として自分の誇りとしている。
作中で様々な不幸な目に遭いつつもどうにか状況を打開して生還するので、オティヌスは「外的要因から来る危機的状況を奇妙に切り抜けていく性質を持つ」と評した。また、入念な準備の後で発動した「プロジェクト・ベツレヘム」を台無しにされたフィアンマは、幸運や不幸といった「曖昧なもの」を全部踏破する力があるとしている。なお、不幸により計画通りに事態が進行することが皆無であるため、想定外の状況におけるアドリブに非常に強い。
その不幸の反面、女性絡みのトラブルでは入浴や着替え・パンチラなどに遭遇したりといった強運（通称「カミジョー属性」）を発揮するが、直後に制裁を食らうので本人はこれも「毎度の不幸」の一つと認識している。「出会いが欲しい」など無自覚な言動で周囲の反感を買うこともあり、劇中では御坂美琴や五和などから好意を抱かれるようになるが、彼女たちからの好意には全く気付いていない。また、デリカシーにも乏しく女性へのフォローがたびたび裏目に出る。好みのタイプは寮の管理人のお姉さん（代理でも可）。（少なくとも記憶喪失以降は）明確な恋愛経験はなく、正しいだけでも優しいだけでも先に進めない恋愛は自分には難しすぎるとも考えている。

### 生活
小学校入学の頃から学園都市に住み、インデックスと出会うまではずっと学生寮で一人暮らしだった。そのためか料理の腕も上々で家庭的な面がある。レベル0なので金額は低いものの、学園都市から生活費が支給されており生活には困らない筈だが、インデックス及び飼い猫のスフィンクスの食費などや事件の度にかかる入院費などが確実に上条の家計を圧迫している模様。なお、もともと使っていたベッドはインデックスが使用しているため、バスタブの中で寝起きしている。貧乏暮らしが長いため持ち前のコミュニケーション能力で食材をかき集め、食卓を豊かにするという特技も持つ。新約10巻以降は新たな居候として元魔神オティヌスが加わり、現在は3人と1匹で暮らしている。
普段は高校に通い通常の学生生活を送っているが、その性格や不幸体質などによって様々な騒動や事件に遭遇し、解決すべく奔走し様々な相手と戦うという非日常的な体験も重ねている。一方通行からは、平穏な日々と極限の戦場を交互に繰り返していながら、「平穏な日常」に軸足を置き続けている点を高く評価されている。また、その弊害で学園都市の一部では都市伝説レベルでの有名人になっており、「夜の街を駆け巡り、握った拳で並み居る猛者どもを薙ぎ払い、気に入った女は老いも若きも丸ごとかっさらって草の根一本遺さない」というあながち誤りとは言い切れない存在として認知されている。ただし、その影響で出席日数がかなり危なくなっており、12月には遂に補習だけでは絶対にカバーできないような状況に陥ってしまっている。
使用している携帯電話は、健康管理アプリのために病院から勧められた格安シニアスマホ。しかし、基本的なアプリすらまるで使いこなせておらず、父親からギフト扱いで電子マネーを仕送りされていたのにも気づいていなかった。

#### 知能
比較的低レベルの高校に通っているが、その学校でさえも赤点・補習の常連になるほど成績が悪い落ちこぼれ。また外国語が全く話せず、携帯のアプリで日常英会話の勉強をしたこともあるが、効果は薄い。しかし頭自体は悪いわけではなく、咄嗟の判断力や理解力には優れている。なお、漫画やゲームなどのサブカルチャー系の知識はそれなりにある。また、日本語と教科書英語（しかも成績下位）のみで諸外国を渡り歩けるという稀有な能力を持つ。
科学サイドの住人なので魔術に関しては全くの無知な為、インデックスや土御門ら仲間の魔術師にその都度解説してもらうことが多い。だが物語が進み多くの魔術師達と戦うにつれて、素人なりにも徐々に知識が増え魔術師への戦い方にも慣れるようになっていく。

### 人間関係
インデックス
彼女が上条の部屋のベランダに引っかかっていた所で出会い、そこから物語が始まる。その後、彼女を記憶消去の宿命から救うために奔走し、助けることには成功するがその結果自分が記憶喪失となってしまい、以降成り行きで同居することとなる。普段の生活では世話のかかる家族のように接することが多く甘やかしがちで、彼女の食欲にはほとほと困惑している。また、デリカシーのない発言をしては頭に噛みつかれている。彼女から向けられる信頼を心地よく思う反面、「この信頼は記憶を失う前の自分に向けられたもの」「彼女が求めているのは以前の自分」と考えている節があり、特に初期にはそれについて悩む描写もたびたび見られた。また、インデックスをとても大切に想っており、彼女に対する執着や独占欲に似た素振りを見せる時もある。記憶喪失を周囲に隠している理由も当初は彼女を悲しませたくないためとしていた（後述のように本当は自分自身のためであった）。世界がオティヌスの手で何度も改変されたときには、「自分がいない世界でインデックスがステイルや神裂と共に幸せに暮らしている光景」を目にしたことで初めて絶望し、自殺を決意することとなっている。インデックスは魔術に関する力強いサポート役だが、彼女を危険な目に遭わせたくないとの思いから基本的に彼女を事件から遠ざけたり誤魔化したりしている。
クラスメイトたち
前述の「不幸の避雷針」や「カミジョー属性」などから茶化されたり愉快げな扱いを受けることもあるが、良好な関係を築いている。土御門や青髪ピアスとは親友で、周囲からはまとめて「クラスの三バカ（デルタフォース）」として認知されている（後述のように土御門とは魔術サイドでの関わりもある）。同じく級友の姫神とはかつて命を救ったこともあって親交が深い。「カミジョー属性」を完全に打ち消す吹寄とは、日頃の行いや態度などをたびたび咎められ邪険に扱われつつも友人として親しくしている。また、担任の小萌には科学の豊富な知識に関して非常に頼りにしており、彼女の生徒思いな面から教師としても信頼している。先輩である雲川芹亜とは1年以上前から知り合いで、彼女からは好意を寄せられておりたびたび誘惑されているが本人はそのことには一切気づいていない。
御坂美琴
本編開始の1カ月ほど前から面識があり、無能力者が能力を軽々と打ち消すことに疑問を抱かれ、当初はよく勝負を挑まれていた。上条はその行為に迷惑していたが、記憶喪失後は勝負を挑まれなくなったこともあり良好な関係を築いている。記憶喪失後、美琴と妹達を救うため「絶対能力者進化（レベル6シフト）実験」を阻止し、それを契機に彼女から好意を抱かれる。以降様々なアプローチを受けるようになるが、彼女からの想いには全く気付いていない。上条は美琴を大事な仲間と感じており、彼女の知識を頼って事態の打破を図る場面や彼女に戦闘を任せる場面もあり、彼女が自分に協力してくれることにも感謝している。自分が原因で起きた騒動に関しては彼女を戦いに巻き込みたくないと考えていたが、第三次世界大戦以降は彼女の意思も尊重していくつかの事件には直接的な協力を要請しており、戦場では命綱を繋いでいるかのような安心感を与えてくれる存在として信頼を寄せるようになる。また、アビニョンでの一件で記憶喪失であることを美琴に知られてしまい、このことが美琴の行動原理に大きな影響を与えている。
食蜂操祈
本編開始から1年ほど前、中学3年の8月ごろに出会い交友を深めているが、彼女が命を狙われた際に彼女を信じ助けようとしたことで好意を抱かれる。しかし、その時の戦闘で重傷を負ったことで失血性のショック症状の危篤状態に陥り、「心理掌握」による治療で一命を取り留めたものの、極度の低血圧状態で能力を受けたため脳の損傷により食蜂の存在そのものを思い出す機能を失ってしまっている。そのため、第五位という存在は知っているがそれが食蜂とは結びつかず、彼女が係わった事件についてもおぼろげにしか思い出すことができない。ただ、大覇星祭以来何度も一緒の事件に巻き込まれるようになったためか、正常に記憶されない影響で妙な引き出しに分類しつつある。
他の人
魔術サイド、特にイギリス清教の人間には関わりのある仲間が多く、ステイルとはインデックスとの関係及び過去や誓いから口ではいがみ合いながらも共に認め合っており、他にも土御門や神裂、天草式やオルソラ、かつて敵対していたシェリーやアニェーゼ部隊など、多くの仲間達と共闘し多大な信頼を寄せられている。また、「法の書」事件をきっかけに五和から好意を寄せられている。
彼に助けられた人々にとって彼の存在はヒーローそのものであり、彼に敗れた一方通行にとっても最も理想とする存在としてその精神から行動に至るまで非常に大きな影響を及ぼしている。一方通行や浜面のようにかつて敵として戦った相手でも、考えを改めたり態度を軟化させたりして仲間となったり、状況の変化によって共闘関係を築くことも少なくない。
魔術結社グレムリンのボスだったオティヌスとは当初敵対関係にあったが、幾度となく世界が繰り返されたことでいつしか互いに最高の理解者となっている。オティヌスが妖精サイズになってからは新たな居候として同居しており、不用意な発言（特に女性関係）をしてはピンポイントで経穴を突かれたりして制裁を受けているが、戦闘時にはインデックスに並ぶ魔術関連のアドバイス役として信頼を置いている。
両親には幼少期から不幸体質を心配されており、実家には大量の魔よけグッズなどが置かれていた。学園都市で暮らしている現在も仕送りしてもらったりしている。記憶喪失のため、両親の過去の記憶はないが、そんな気遣いに感謝している。また、カミジョー属性は父の刀夜譲りでもある。

## 作中での行動
7月20日の夏休み初日、自宅のベランダに引っ掛かっていたインデックスと出会い、彼女をきっかけに魔術の存在を知り、「必要悪の教会」の魔術師ステイル・神裂と彼女の処遇を巡る戦いを繰り広げ、インデックスの記憶消去の元凶であった「首輪」を破壊する。それ以降、彼女の同居人兼管理人、そして「首輪」の代わりとなる足枷の役目としてイギリス清教に協力していることや、自身の何らかの「計画」に利用しようとしているアレイスターの策略などから魔術サイドや学園都市の事件にもたびたび関わっていくようになる。
その後、8月8日に起きた三沢塾の事件では「原石」の少女・姫神秋沙を救いだし、8月21日には学園都市内で密かに行われていた御坂美琴のクローン「妹達」を利用した「絶対能力者進化実験」を阻止するため、学園都市最強の能力者・一方通行に戦いを挑み激闘の末に撃破する。8月28日から29日にかけて、実験中止によるほとぼりが冷めるまで両親やインデックスと神奈川の海に出かけた際には父・刀夜が自分に買ってきたおみやげが原因で偶然発動した大魔術「御使堕し」の解決に奔走、8月31日には夏休みの宿題に追われる中で、その期間にもいくつかの組織を壊滅させ、アステカの魔術師エツァリ（海原光貴）やインデックスの魔道書を狙った闇咲逢魔と交戦し、9月1日の新学期初日には学園都市に侵入し、風斬やインデックスを狙ったシェリーと交戦する。
さらに、9月8日の法の書事件では、ローマ正教から逃亡したシスター・オルソラを救出するため、単身で約250人のアニェーゼ部隊の元に乗り込み、インデックスらと協力してオルソラを救出する。9月14日には「樹形図の計算者」の「残骸」を巡る事件で重傷を負った黒子を救出、続いて犯人である結標の元へ向かったが、一方通行によって倒された彼女を発見したため救急車を呼ぶ。
9月15日にアリサと出会い、彼女を巡るイギリス清教と「黒鴉部隊」の戦いに巻き込まれ、ライブ本番まで彼女を寮で保護する事を決める。17日にイギリス清教に拉致されたアリサを救出しようとして、介入したシャットアウラが起こした爆発により大火傷を負いながらも、翌日、土御門が手配したバリスティックスライダーでインデックスと共にエンデュミオンの中継ステーションに突入し、アリサを殺害しようとしたシャットアウラを撃破した。
大覇星祭初日の9月19日には「使徒十字」を使った学園都市侵攻を土御門やステイルと共に阻止すべく行動し、実働していたオリアナを追い詰め撃破する。2日目は、借り物を返すため佐天のところへ行ったときに美琴が事件に巻き込まれていることを知り、軍覇と共に絶対能力者になりかけている彼女を救出する。9月27日に訪れたイタリア・キオッジアでは「アドリア海の女王」の発動を阻止する。しかし、これらローマ正教が起こした事件を幾度も阻止した事で「神の右席」から目を付けられてしまい、ローマ正教から抹殺指令が下される。9月30日に前方のヴェントから襲撃され、疑似天使として現出したヒューズ＝カザキリを守るべく奮戦、学園都市の機能を半壊させていた天罰術式を破壊して何とか撃退する。
10月3日には、学園都市上層部の命令でスキルアウトから命を狙われた美琴の母親・御坂美鈴を守るべく奮闘し、リーダー（当時）の浜面仕上を撃破する。7日に世界各地で発生した科学サイドへの抗議デモを阻止すべく、土御門や五和と共にフランスのアビニョンに乗り込み、左方のテッラを撃破する。それからは学園都市で平穏な生活を送っていたが、10月中旬、後方のアックアに強襲され、意識不明の重態となる。自分の為に戦い続ける仲間達のことを思い、意識が朦朧とした状態ながらも戦場に復帰し、神裂や天草式と共闘しアックアを撃破する。
10月17日、インデックスに彼女の祖国であるイギリスから「禁書目録召集令状」が布告された事で2人で渡英、ロンドンでオリアナと共に「新たなる光」を追跡中に、第二王女キャーリサと「騎士派」が起こしたクーデターに巻き込まれる。その後、インデックスらと合流してバッキンガム宮殿に乗り込み、カーテナ＝オリジナルや最新兵器を駆使するキャーリサに苦戦するも、アックアや騎士団長、さらには女王エリザードらの加勢もあり、カーテナ＝オリジナルを破壊し、クーデターを終結させる。
また、学園都市ではアレイスターが承諾した上で上条の回収班が、暗部抗争で一方通行に敗れた垣根帝督と同様の処置（能力を吐き出すだけの装置化）を施してでも、希少かつ「計画」に必要不可欠な幻想殺し（上条）を回収しようとしていたが美琴によって阻止されている。
クーデター終結後、「神の右席」最後の一人右方のフィアンマが自身の計画の為に「自動書記」の遠隔制御霊装を奪った影響で意識を失ったインデックスを救うため、第三次世界大戦が勃発したロシアへと向かい、その道中でレッサーと合流し、エリザリーナ独立国同盟に辿り着くが、サーシャを狙って現れた右方のフィアンマに為す術なく圧倒され、記憶喪失の件でも深く追及される。その後、突如襲いかかって来た一方通行との再戦を経て、思い詰めていた記憶喪失への悩みを吹っ切り、「ベツレヘムの星」内での戦いでフィアンマを倒し遠隔制御霊装を破壊してインデックスを解放した後、暴走するミーシャを止める為に「ベツレヘムの星」ごと特攻して世界の崩壊を食い止める。
その後は行方不明となるが、ロシアに潜伏していた魔術結社「明け色の陽射し」に救出される。11月5日、学園都市に帰還し、たまたま出くわした「新入生」の一員、黒夜海鳥からフレメアの命を救い、その場にいた一方通行と浜面と合流し、インデックスとレイヴィニアの仲介のもと、魔術に関する情報を共有する。11月10日、レイヴィニアら共にハワイに向かい、魔術結社「グレムリン」と交戦し、構成員のサローニャ＝A＝イリヴィカを撃破する。11月13日、格闘大会「ナチュラルセレクター」を開催する東欧のバゲージシティへ木原加群の手引きのもと単独潜入し、グレムリン正規メンバーの一人マリアン＝スリンゲナイヤーを破る。しかし、直後に出現した「魔神」オティヌスに右手首を握り潰されて昏倒、窮地に陥るも上条の救助に現れたオッレルスとフィアンマの介入によって難を逃れる。
オッレルスの手で学園都市に運び込まれ、「幻想殺し」の正体を伝えられた後、自分との戦闘を望むトールからフロイライ＝クロイトゥーネ救出を持ちかけられ、彼と行動を共にする。フロイラインを狙うグレムリン、オッレルス側の両勢力を惑わすが、警備員に腹部を撃たれ重傷を負う。緊急手術を受けたが病院から脱走しサンドリヨンと接触、レイヴィニアの前に立ちふさがり彼女を撃破する。その後、トールに頼まれて彼とも交戦、雷神としての彼を何とか撃破するも全能の神の力の前には歯が立たなかった。「一端覧祭」後、土御門から強制的に「学舎の園」に送りこまれる。食蜂に助けられながら霊装の調査を行うが、舞夏の死亡報道を見て自分が彼に騙されていたことを悟ると、土御門の元へ向かい彼を撃破して後を引き継ぐ事を約束し、貝積から「人的資源」プロジェクトの概要を告げられ、人造ヒーローたちの攻撃をかわしながら恋査から浜面・黒夜を救う。その後、「避雷針」でフレメアを発見したところで恋査の襲撃を受けるが、垣根と共闘し恋査を撃破する。
グレムリンの総攻撃の時には「切り札」として扱われ、主戦場となる東京23区へ乗り込む。移動中、「地の底這う悪竜」の襲撃により仲間と分断され単独でフレイヤと戦うことになるが、インデックスと美琴と合流しインデックスがフレイヤの術式を解析するまでの時間を稼ぐ。レイヴィニアやレッサーとも合流して東京湾の「船の墓場」へと向かうが、「槍」を完成させたオティヌスが世界を終わらせたことで「基準点」である自分とオティヌスを除くすべての物が存在しない世界に取り残されてしまう。自分の心を折るためにオティヌスが作り上げた無数の世界の中で抗い続けるが、「自分がいないことで幸せになった世界」を突き付けられたことで絶望し、遂に自ら死を選ぶ決意をする。しかし、自分やオティヌス以外に元の世界の記憶を有していたミサカネットワークの「総体」から掛けられた言葉で再起、自分自身のために元の世界を取り戻すべくオティヌスに戦いを挑む。10031回の敗北の末にオティヌスだけに通用するパターンを組み上げ、ついに彼女の成功の象徴である「槍」を砕くが、失敗の象徴となる術式までは見切ることができずに敗北、彼女に「第一希望」を取り戻すよう諭し「幻想殺し」を託して死亡する。直後、自分が生きていることと同時に、考えを改めたオティヌスが上条自身の世界を取り戻すべく世界を終わらせる直前まで世界を巻き戻したことを理解し、世界の善意についばまれ命を失う覚悟をした彼女を救うべく世界中を敵に回すことを決意、彼女を魔神から人間へと戻すために必要な「目」を手に入れるために各勢力からの刺客と戦いながらデンマークのイーエスコウ城を目指す。
数多くの敵との戦いをかろうじて生き延び、自殺によって世界を敵に回した上条を救おうとしたオティヌスを止めた後は、学園都市に帰還して病院で治療を受けていたが、芹亜からかけられた言葉をたどり自分が記憶を失う前に食蜂と初めて出会った場所へ赴きそこで彼女を助け、記憶を失う前の自分が救えなかった蜜蟻の前に立ちふさがり彼女の気が済むまで一方的に殴られる。12月1日には新たな同居人であるオティヌスの嘆願でドールハウスを購入するため第15学区のダイヤノイドを訪れ、そこでサンジェルマンと遭遇するが、新生「アイテム」の面々と協力し加納の戦いをサポートする。
出席日数が危険域に入ったために、12月3日の防犯オリエンテーションでは犯人役でなんとか点数を稼がなくてはいけないことになる。その際に僧正から「魔神」たちの採点者となるよう依頼されるがその行為が恐怖政治となんら変わらないと否定、襲いくる僧正から偶然居合わせた美琴と共にアクロバイクに乗って逃走、第23学区のマスドライバーを使って僧正を宇宙に追いだす。その日の夜に自宅に現れたネフテュスから「理想送り」を有する上里が学園都市にやって来ていることを知らされ、妹を救うため学園都市に入り込んでいたレイヴィニアを保護する。「魔神」を追って自宅の寮に現れた上里と交戦することとなるが、一時休戦してパトリシアを救うべく協力し合い、その後再び激突し「幻想殺し」を潰されたものの、その奥にある「何か」によってこれを退ける。僧正が校舎を破壊したため翌4日からは別の中高一貫校に通うこととなり、転校生の上里と再会する。さらにその翌日には上里により上条勢力の切り崩しが行われ自身の命も危険となるが、いつの間にか歪んでしまった義兄をもとに戻そうとする「絶滅犯」去鳴と協力して対処、その後「理想送り」を奪った木原唯一の襲撃を受け、危うくサンジェルマンウイルスを感染されかけるが「対魔術式駆動鎧」を装備した美琴に救われ、難を逃れる。エレメントの襲来時にはインデックスとオティヌスを連れて学校に立てこもっていたが、7日に行われた作戦に失敗しエレメントに追い詰められていたところをまたも美琴に助けられ、常磐台中学に保護される。エレメントを生み出しているとみられた水晶塔の破壊に協力するが、それが囮だと知りA.A.A.のハンガーを破壊しに常盤台に現れた唯一に襲われ、事件の裏で動いていた上里勢力の元に匿われることになる。その後、上里と共に｢窓のないビル｣に向かうが、彼は唯一にハメられて｢理想送り｣にかかって消滅、残された右手を盾にして唯一に脅された上里勢力の少女達に命を狙われることになってしまう。逃亡中にただ1人正気を保っていた府蘭と合流、上里を助けだすために力を合わせることになり、インデックスとの合流に失敗したことから新たな魔術アドバイザーとして琉華を味方に付ける。A.A.A.を利用した類感魔術で上里を呼び戻すことには失敗したが、ネフテュスの残滓を利用してもう一度魔術を行うことを提案し、「営巣部隊」とも協力して府蘭と琉華をパトリシアが入院する病院まで送り届ける。
12月11日の早朝、土御門と府蘭の訪問を受け彼らと舞夏を学園都市外へ逃がすために協力することになるが、舞夏がアレイスターの魔術剣で刺されてしまい、彼女を救うために「窓のないビル」へ向かう。その内部でアレイスターの半生を目の当たりにし、さらに「幻想殺し」の前身と学園都市の設立目的を知ることになり、アレイスターとエイワスの力に圧倒されるが、問答型思考補助式人工知能や仲間たちからの援護も受けてアレイスターを撃破する。直後、美少女型になったアレイスターの分化体から接触され、そのスケべオヤジじみたセクハラ発言に翻弄されつつもコロンゾン対策と仲間との合流を目指してともに情報収集を行うことになる。その結果、浜面が事件の鍵を握っていることがわかったため彼に接触して「書庫」を狙うA・O・フランキスカと戦い、戦闘後にアレイスターから敵の本丸であるイギリス本土へ同行するよう依頼をされる。イギリス上陸後、イングラド―ロンディニウム大要塞を突破するための囮として、アレイスターの手で上空の気球から干し草の防壁へとたたき落とされる。捕虜として処刑塔へ連行され、ステイルから拷問を受けることとなるが、結界の制御装置を破壊してオティヌスと共に脱出を果たす。レイヴィニアとレッサーが運搬する「神威混淆」ワチェット＝レトを破壊すると、アレイスターと合流し、女子寮を守りたいという思いをイシス＝デメーテルに歪められて暴走するオルソラを止めるために対話を試みる。100年前の「黄金」たちが現れた際には敵の強大な力に右往左往しながらもアレイスターに協力、戦場がスコットランド方面へ移ると事件を通して知り合った女性騎士と共に「王室派」の元へ向かい、アレイスターが駆け付けるまでメイザースの足止めをした。エディンバラ城で二元論から解放されたコロンゾンによって、右手ごと「どこに顔や手足があるか分からない状態」まで粉々に粉砕されてしまったが、「幻想殺し」を切断することでアレイスターの回復魔術が間に合い辛うじて蘇生。しばらく右腕が再生しない状態が続いたが、アエティール・アバターの襲撃時に「幻想殺し」を取り戻し、美琴と共にA.A.A.でクイーンブリタニア号に突入、儀式場に乗り込んだ時に再び右腕を切断されるも溢れ出た「何か」によって大悪魔を撃破する。だが、「幻想殺し」から生まれた神浄の討魔に自分の居場所を奪われてしまい、祝勝会をしていたウィンザー城へ突入するも襲撃に失敗し、「心理掌握」の暴走から美琴に助けられて命からがら逃げ帰る羽目になる。半年にも満たない記憶しかない自分が過去である神浄と争っていいのか悩んでいたが、ウィンザーの酒場で出会った人々の言葉を受けて自分を優先する決断をし、ウィンザー城に再び忍び込み、己の存在をかけた激戦を制して幻想殺しを取り戻し、暴走していたインデックスと美琴、致命傷を負っていた食蜂を救った後、インデックスと共に学園都市へ帰還した。
12月24日にはいよいよ出席日数が危ういと小萌から受けていた遠隔補習授業がシステムエラーで潰れたため、インデックスや美琴とクリスマスイヴを過ごすことになり、ダーツバーで遊んでいた時に打ち止めや御坂妹と合流する。一方通行への交渉材料として打ち止めを拉致しようとした舞殿を撃破した後、黒幕である「暗部」存続派の根丘の本拠地へ向かい、オティヌスの助けで相手の魔術を封じ打倒する。しかし、直後に接触してきたアンナ＝シュプレンゲルにより激症型サンジェルマンを口移しで感染させられて緊急入院する事になり、長くても2日後には死ぬという現実を突きつけられる。激痛によって記憶の連続も自己の中心も見失うが、オティヌスから美琴と食蜂が自分を救うためにアンナに立ち向かったと聞かされ、舞殿と藍花の協力を拒み、2人を助けるべく病院の敷地正面ゲートに向かい、体内に巣食うサンジェルマンを説得して仲間に引き込んで戦いを挑む。26日にはインデックスのお目付役として、ステイル、神裂と共に人口3000万人が「消失」したロサンゼルスに向かい、黒幕に仕立てられようとするメルザベスの無実を信じてオティヌスと共に奔走し、「妹達」やステイルの協力もあって真の黒幕であったキトリニタスを撃破する。帰国後の29日、自室に迷い込んだアリスと共に冬休みの小萌の補修を受けた後、「オペレーションネーム・ハンドカフス」で逮捕された「暗部」の凶悪犯達の脱走劇に巻き込まれる。黒子や妖宴と力を合わせて暴走するフリルサンド#Gを救ったが、あまりに都合良く幸運ばかりが続く事を不自然に思ってアリスの作為を看破、自力で事態に決着をつけるために彼女の協力を拒んで事件発生時刻まで時間を巻き戻してもらう。そして生存していたアレイスターとの再会を経て、黒子やアリスと共に第10学区へ向かい、花露妖宴に接触して事態の解決を目指す。戦闘後に一方通行からの連絡で事件が終わっていないと告げられてカキキエ隧道へ急行、人工幽霊と化した木原端数からリサコを救うべく、病院から抜け出した浜面と共に奮戦し、国際電話でメルザベスに助言を頼んで機能停止していたレディバードの配線を修復して戦力を貸してもらう。31日、預金の残金が49円しかなくなったため、芹亜の提案で年末カウントダウン真っ只中の渋谷へ「年末出稼ぎアルバイト」に行く。途中アリスの方向性を変えたことを危険視するアラディアに何度か致命傷を負わされつつも「旧き良きマリア」の助けで復活し、キックスケーターを使った食品宅配で金を稼いでいたが、3度目の襲撃を受けボロニイサキュバスによって救出される。一度はアラディアを倒したものの仕留め損ね、本気になった彼女の物量攻撃で瀕死の重傷を負ったボロニイサキュバスを芹亜、インデックス、「旧き善きマリア」に託し、オティヌスの援護を受けてアラディアを再度撃破、無力化する。元日、イギリス清教にホットラインを持つ一方通行にアラディアを引き渡すために学園都市へと彼女を連れ帰り、初詣に行った際にアリスと再会、翌日「橋架結社」が学園都市に作った領事館へと招かれる。裏切りのために結社内での処刑がほぼ決定したアンナ＝シュプレンゲルを助けるべく賛同者を探すが、「殺害派」のH・T・トリスメギスに命を狙われ、「旧き善きマリア」に救われたものの、約束を破った2人を処分しようとするアリスと戦う事となる。

### 記憶喪失
インデックスを「首輪」から解放した際、彼女の「竜王の殺息」によって脳を負傷し記憶喪失になるが、彼女を心配させたくないという思いから彼女や周囲には隠している。記憶を失って以降は「上条当麻」であるよう心掛け、またそれを誇りと感じている。それ故に、記憶喪失の事実やインデックスの存在は上条の根幹を成しており、それらに関する事になると大きく動揺する事もある。記憶喪失を知るのは本人と冥土帰しのみだったが、アビニョンの一件で「幻想殺し」について何か知っていたテッラに見抜かれ、偶然その会話を携帯電話で聞いていた美琴にも知られてしまう。
その後、第三次世界大戦で理由は不明だがこの事実を知っていたフィアンマに、「なぜ、あの女（インデックス）の前で白々しい演技を続けている」「その嘘が救いか否かはあの女にしかジャッジを下せない」と問い詰められ苦悩する。その末に、結局はインデックスの為ではなく彼女が離れるのを怖れていた自分の為に隠していたと気付き、崩落直前の「ベツレヘムの星」で記憶喪失の事実をインデックスに打ち明ける。
上条が喪失した記憶は、エピソード記憶、手続き記憶、意味記憶のうち、思い出を司るエピソード記憶、知識を司る意味記憶の内のエピソード記憶のみである。知識は残っているが、それに関する思い出が残っていないという状態であり、そのため母親と父親という言葉の意味や概念は分かるが、自分の母親と父親の顔や名前などは忘却している。また手続き記憶は残っているため、歩行方法や携帯電話の操作方法などなどは依然として不自由なく行える。

## 能力・戦闘スキル

### 戦法
戦闘は基本的に素手による格闘で行う。基本武器などは用いず、格闘方法も喧嘩の中で培った我流の物である。能力の「幻想殺し」を利用して相手の能力や魔術を打ち消し、近接戦闘に持ち込んで直接拳を相手に叩き込むことを戦術としている。
身体能力的には基本的に普通の高校生とされているが、前述の不幸体質などで武装したスキルアウトや能力者の不良の喧嘩に頻繁に巻き込まれるため、その経験上ある程度は喧嘩慣れしており打たれ強く体力もそれなりにある。本人によると「1対1なら勝てて、1対2なら危うく、1対3なら迷わず逃げる程度の腕」と言われていたが、恋査#029によると多人数入り乱れての戦いが苦手で1対1であるほど後述の前兆の感知が活かせるので強いということらしい。そのため、軍人や格闘家など基本的な身体能力や戦闘技術が自分を上回る相手は不得手。ただし、作中で戦う相手は自分の魔術や能力にかまけた基礎身体能力が低い者が多いことや、何らかの防御術式などを打ち消し肉体に直接打撃を与えられることから、上条の腕でも打ち倒せることが多い。逆に言うと体術も鍛えた魔術師である土御門や超人的身体能力を持つ聖人には相性が悪く、作中でもそういった相手には敗北や苦戦を重ねている。ただし、「理解者」であるオティヌスによれば、武術を学んだり銃などで武装したりすれば確実に「弱くなる」と言われており、本人も｢自分の足を刺しそうで怖い」と殺傷力の高い武器を持つことを忌避する傾向が強い。ただし必要以上に相手を傷つけないことがかえって｢上条勢力｣の裾野を広げていく一因となっているとも言える。
しかし能力や魔術への対処能力は非凡なものであるらしく、一方通行の考察によれば、「前兆の感知」という技能を無意識に備えているという。これにより、異能から派生する余波を無意識に察知したりそこから直感的に判断することで、相手の攻撃に防御や回避を合わせたり接近する隙を見い出し勝利に持ち込むという戦闘においては滅多に無い高い資質を持っている。ただしこれは反射神経と直感を組み合わせて辛うじて成立する戦法であり、意識的に行っているわけではない。また、毎回ギリギリの辛勝で重傷も負うため、事件を片付けるたびに冥土帰しの世話になるのがお約束で、お世話になりすぎてそこそこ親しい関係にまでなっている。物語が進むにつれその戦闘パターンを評価されており、木原円周などはそれを模倣することによって戦果を得ることにも成功している。

### 能力
有する能力は現時点では不明である。しかし、能力とは別に「幻想殺し（イマジンブレイカー）」と呼ばれる力を右手に宿している。
右手で触れた異能の力を打ち消す能力。それが異能の力であれば、超能力・魔術問わず打ち消し、無効化させることができる。学園都市で能力開発を受ける前から持っていた生まれつきの能力である。能動的に異能の現象を発生させることができない無効化能力の性質上、身体検査に反応しないため、無能力者（レベル0）と判定されている。また周囲に異能が存在する状況でなければ存在していることにすら気付かないという点でも、かなり特殊な能力であるといえる。
魔術や能力によって生み出された火炎や電気などの現象は触れると消滅し、呪いなどで蝕まれた肉体に触れればそれを打ち消すことが可能。また「歩く教会」のような霊装や、「ゴーレム」のように異能の力によってコントロールされている物など、実在する物体については、宿している効果やコントロールを強制的に解いてしまう。効果範囲は基本的に「右手首より先」であるが、「御使堕し」やヴェントの「天罰術式」のような不特定多数・広範囲に渡るような異能の力、あるいはテレポートやテレパシーなど対象を「上条当麻」として右手を含んでしまう異能の力も無意識の内に無効化する。ただし、脳内の液体の制御を行う食蜂の「心理掌握」は右手を頭に触れない限り有効で、オティヌスの「骨船」やトールの「全能神」の術式のように世界の側を移動させることで相対的にテレポートと同じ作用を得る能力は打ち消せない。
基本的には触れた瞬間に打ち消すが、「単位時間あたりに処理できる異能の個数・種類・量」や「効果範囲」などには限界があり、莫大な力や連続的に放たれる力は処理が追い付かず、打ち消すまでに時間がかかったり受け止めるに止まってしまう事がある。ただし戦闘を重ねる中でこれを逆手に取り、打ち消しきれない異能の対象を掴み取ったり反らせて回避するなど、異能自体に干渉し戦術に組み込むという対応方法を学習する。
無効化時の見た目に特に大きな変化はないが、触れた時に物が壊れるような音が鳴ることもあり、触れた瞬間を上条・魔術師ともに知覚する場合がある。アニメ版では全ての無効化時に関して甲高い効果音が挿入され、またアニメ2期からは打ち消す瞬間に色が反転するエフェクトが加えられている。
また、「幻想殺し」は人や物の間を移動する性質を持っているが、能力が上条自身を所有者として認めていることにより、「右腕に負った欠損以上の損傷に対する自動修復能力」が副次的に備わっている。事実作中では1回は手首から、4回は肩からの計5回損傷しているが毎度元通りに治っており、うち3回は腕自体が自然に生えてきている。またこれの効果によるものか、他人が「幻想殺し」を奪って利用することもできない。

#### 弱点
一方で弱点も様々に存在する。
まず、効果範囲が狭く、右手で直接的に異能に触れない限りは無効化することが出来ない。素手を突き出し相手の懐に突撃する必要があるため、身体を攻撃に晒す危険性があり、防御が間に合わず体の他の部位に当たった場合はまともにダメージを食らう。同時に多方向から迫る攻撃も苦手とし、遠距離から一方的に嬲られるような攻撃や、上条が追い付けない程の高速運動を行う相手に対しても、右手が触れられないため苦戦を強いられる。ステイルの「魔女狩りの王」のような核を破壊しない限り無限に再生するタイプとも相性が悪い。そもそも右手が届かない位置に魔術の核がある「神の力」の「一掃」も消去できなかった。前述の通り、処理しきれない力を真っ向から受け止めた場合は右腕に大きな負荷がかかり、骨折や脱臼といった重傷を負ってしまう危険性がある。
また、異能の力しか打ち消せず、銃器などの現代兵器や単なる格闘技といった、異能でない攻撃に対しては効果がない。あるいは、運動の起点は異能の力であっても、既に異能の力とは無関係になった二次的な現象や物体も打ち消せない（例えば能力の余波で生じた爆風や飛んできたコンクリート片、異能により物理的に潰れた自身の脳機能など）。
さらに、無効化は自分の意思とは無関係に働く（常時発動型の異能で意識の有無を問わない）ため、回復魔術などの有益な異能でも容赦なく打ち消してしまう。なお、インデックスは運命の赤い糸や神の加護なども打ち消している（だから不幸体質である）と推測している。どういう風にオカルトを殺すか上条側から設定できないので、装置を止めると生命維持の特殊効果だけが消えてしまうような術式には手を出せない。
また例外として、「人の魂・生命力」や「惑星の地脈・龍脈」といった「魔術的ではあるが自然のままに存在する力」も打ち消せない。インデックスやレイヴィニアの分析によれば、「幻想殺し」は「調和の取れた破壊」を行っており、厳密には絶えず消し続けているものの、魔術や超能力のような異常な値を均一化させることには極端に働くが、地脈や生命力のような元から均一なものにはあまり効果を発揮せず、そういったものは削った分を自然と修復するサイクルが構築されているという。

#### 正体
「幻想殺し」には謎が多く、天然の能力であるが「原石」でもなく、科学や魔術では説明が付かない力とされている。だが、アレイスターは正体を知っているようで「幻想殺し」を外部から招き寄せたという発言をしており、自身の「計画」の重要な要素の1つとしている。フィアンマは「幻想殺し」を「神聖なる右手に備わった浄化作用の一種」とあくまで十字教的な視点で捉え、「神上」に至るために利用しようとしたが、アレイスターの言葉からそれ以上の存在であることがうかがえる。
また、「幻想殺し」の中には正体不明で制御不能な「何か」が眠っており、「主神の槍」で一度世界を破壊し、「幻想殺し」を起点に世界を再構築したオティヌスにも理解できていないブラックボックスが存在している。第3次世界大戦終盤でのフィアンマとの戦いで右腕を切断された際には、圧倒的な力を得たフィアンマが恐怖するほどの大きな力を持つ「幻想殺し」とは違う別の何かが出現しかけたが、上条自身の意思により阻まれ、代わりに失った右腕が再生し、オティヌスに右手をもぎ取られた際も勝手に右手が再生した。上里との交戦で「理想送り」により右腕が吹き飛ばされた時も内部の何かが彼を一蹴している。ただし、エイワスには「成長してはいるがまだまだ青く、純度も甘い」と評され、彼や全盛期のオティヌスはこの「なにか」を易々と握り潰している。
コロンゾンによって全身を粉砕されたため、アレイスターが右手を切断して治療した際には「三角面の集合でできた赤黒い魚卵に似た泡」の連結体が出現し、その奥では影が泳いでいるという現象が見られた。
アレイスターによると「幻想殺し」は単なる「異能の力を打ち消す右手」ではないらしく、「神浄」というキーワードを残している。また、1巻にて神裂から「神浄の討魔」という当て字で呼ばれており、「神上」や「神浄」は上条と何らかの関係があることが示唆されているが、関連や詳細は不明。
オッレルスによって語られたその正体は、「すべての魔術師たちの願いと怯えが集約したもの」。より正確には魔術業界の総力のうち99.9％を占めるほどの力を有する「魔神」たちの願いの集約である。魔術とは極めれば世界を自由に歪められる力だが、歪めてしまった後に起きるかもしれない弊害は予測できず、元に戻そうとしても歪んでしまった世界では元の形を思い出すことができないかもしれない。だが、その影響を一切受けないものがあるならば、それを元にして元の世界を思い出すことができるかもしれない。そんな世界のバックアップとも言うべき「基準点」こそが幻想殺しの正体であるらしい。類似した力は過去にも確認されているらしいが、幻想殺しがそれらと同一のものなのか、そもそも何故そんなものが発生しているのかは不明。また、第三次世界大戦以降上条がオティヌスただ一人に注目を傾けることとなり、それに危機感を覚えた他の「魔神」たちが抱いた別の夢が溢れ出た物が上里の「理想送り」だとされている。
上条に渡る前は「召喚失敗の際に退却せぬ者を魔法陣の向こうへ追い返すための究極の追儺霊装」として、魔術行使により降りかかる火花を避けるために「黄金夜明」が保有していた。霊装だったころは「とある聖者の右手を素材とし、鏃は骨、矢羽は革、本体の矢柄は屍蝋」という形の矢であった。ブライスロードの戦いでアレイスターが奪い、上層部を粛正するために使用した後に失われ、上条に宿った。
エイワスやダイアンは魔術の視点から、千切れた腕が元に戻る、時代によって人や物の間を行き来するといった性質から学説次第で位置が移動するタロットカードの彷徨う0番「愚者」と関係するタロット配列説を、科学と魔術に触れていたオティヌスは「薔薇十字」が目標に掲げた世界を癒す普遍薬を意味するパナケア仮説を立てたが、これらはどちらも不正解だと考えられ、アレイスターは「幻想殺し」ではなく「神浄の討魔」として別の何かを見出していた。

##### 竜王の顎
読みは「ドラゴンストライク」。アウレオルス＝イザードとの戦闘終盤で右腕を切断された際、その肩口から2メートルを超える透明な竜の顎が出現している。アウレオルスの上条に対する恐怖心（不安）と「黄金錬成」の効果によって出現した、端的に言うとアウレオルスの自爆によるものとされたが、上条は「切断された右腕から、透明な竜の顎が生えてくる」と事細かに想像できるだろうか、と疑問を感じており、「黄金錬成」とは別の「何か」ではないかと推測している場面があった。
それを裏付ける形で、『とある科学の超電磁砲』の大覇星祭編では、木原幻生の策略によって強制的に能力の段階を引き上げられた美琴との戦闘で右腕が切断された際、それぞれ形状が異なる8頭の竜（連載時は最初のドラゴンと謎の複数の目が描かれ、単行本では8頭に加筆修正）がその傷口から現れ、美琴を媒介にして現われようとしていた別の世界の「何か」を喰いつくした（その後に竜は消え、右腕は何事もなかったように再生している）。どの竜も2つ以上の属性を有する恐るべき力の化身であり、アニメ『超電磁砲T』第14話ではそれぞれカラフルな体色で描かれている。以下に各個体の能力を記載する。
最初のドラゴン
体色は透明、もしくは白。解呪と精神攻撃が得意で、噛まれると最悪記憶を破壊されてしまう危険がある。無印2巻で最初に登場したのはこの個体だと考えられ、ステイルと姫神に及んでいた「黄金錬成」の効果を打ち消し、アウレオルスから全ての記憶を奪っている。
盲目ドラゴン
体色は禍々しい黒。暗黒属性と強い精神作用を持ち、迂闊に近づいた相手を恐怖や混乱状態に陥れる。
単眼コブラ風ドラゴン
体色は水色。雨風を呼ぶ水属性と毒蛇のごとき毒の概念を煮詰めたような牙を持ち、噛まれれば対象は死ぬか死ぬより非道い体験をする事になる。
4つ目ドラゴン
体色は黄緑。眼力で夢と現実の境を曖昧にする幻覚催眠能力と、不在金属も砕く音波の歌声を操る。
骸炎ドラゴン
体色は燃え盛る赤。竜骨から炎が吹き出している火属性のアンデッドドラゴンで、生命力そのものを焼くエナジードレインのダメージを与える。
氷晶ドラゴン
体色は雪のような白。星そのもののような強靭さを持ち、氷のブレスを吐く。
槍頭ドラゴン
体色は派手な金色。身体から電撃を撒き散らし、口からレーザーブレスを吐く。
天使ドラゴン
体色は神々しい白。天使の羽を頭に戴き、人間の手で目隠しされている。羽を刺した人間を一種の催眠状態にして洗脳する「魅了（チャーム）」や、額から物質を塩化ナトリウムへ変換する光線を放つ能力を持つ。垣根帝督の「未元物質」の翼のように羽で防御する他、美琴の「超電磁砲」を模倣する事も可能。なお、洗脳下にある者は自発的な思考力を欠く上、下準備として嬉美の血を飲ませないと体内の塩分が暴走して致命傷になる。光線も直撃させなければ変質させられないので、遮蔽物を1枚でも挟めば無効化される。
大覇星祭編で上条から分離、エネルギー源としてブラックホールに寄生し、さらに獄門開錠編では「ブラックホールを生み出す」能力者である春暖嬉美に引き寄せられて、彼女の右手に宿っている。ブラックホールの莫大なエネルギーによって無尽蔵に能力を振るえるが、力を使用するたび嬉美を右手から全身へ侵蝕していた。美琴と互角以上に渡り合ったが、嬉美をも救おうとする初春の活躍によって引き剥がされ、弱体化を起こし白骨化、「超電磁砲」で撃ち抜かれて崩壊する。
出現する竜は上記の8体だけではないらしく、対処しきれなかった場合はデザイン済みの他9体も出現する可能性が示唆されている。また、アニメ『超電磁砲T』第14話で上条が8体の竜を出現させた際には、彼の右目の白目部分が赤く染まるなどの演出がなされている。
新約リバースで神浄によって「幻想殺し」を奪われた際、失われた右腕に代わりスカイブルーの糸がよじれて生じたサイケデリックな腕が生えた。この腕からは、「ぬめるような光沢を放つスカイブルーの全体にレモンイエローのラインが流れ、2メートル強の巨軀を誇る、鰐に似た大顎を持ちコウモリのような巨大な翼を広げる、有翼のトカゲ」の形をしたドラゴンの外殻が生み出され、上条の全身を包んで瞬間的に「聖人」についていけるほど高い運動能力と飛行能力を与える。また、それに伴う変調で、「幻想殺し」が原因の不幸体質も改善されている。この力は、少なくともオティヌスが「主神の槍」を使った時点では存在しなかった効能であると、オティヌス自身が明言している。
創約9巻において、クリスチャン＝ローゼンクロイツに対抗するために自らの意志で右手を切断し、力を振るうと決めた際、騙した御坂美琴の美琴の超電磁砲により右腕が引き千切られ、断面から透明なドラゴンが出現した。クリスチャン＝ローゼンクロイツによればこれは「硝子の器」を砕き「世界を癒す秘薬」を取り出す行為であるとされる。既存の「竜王の顎」のように頭部と長い頸部ではなく完全なるドラゴンの形で出現した。この状態の上条は人間としての限界を軽く越え、空間がたわみ歪んで沈んだような現象が観測され、下手をすれば踏み込みだけで空間が内側に向かって重力的な崩壊を起こして、取り返しのつかない大穴が空いていたとされる。出現したドラゴンは、幻想の異能だろうと現実の物質だろうと容赦なく噛み潰して世界から抹消する他に、王冠の「威圧」による生命と無機物を問わない支配(周囲をスライム状に変形させて自分の攻撃による破壊を防ぐ)、この世に存在しない「毒液」を生成し放出、周囲の環境に溶け込んでの知覚不可、牙の開閉音の威圧による金縛り、竜の尾を身代わりにした絶命の回復、ロールシャッハテストの要領で、飛び散った自身の血の汚れに相手の知識やイメージを嵌め合わせた魔術の誘発、禍々しい翼をによる気象操作や落雷、上条の肉体のほうの口で大型電子炉を喰ってから竜の顎から「電子によりすべてを焼き尽くす竜の閃光」の発射などの多様な力を行使した。その一方でリスクの存在も示唆され、危険信号として上条の影が古ぼけた蛍光灯のように明滅し「幻想になる」とも示唆され、他にも右腕の断面から血液が流れ放題のため失血死のリスクも伴う。またクリスチャン＝ローゼンクロイツによれば人としての強さを求める上条が追い詰められて人間以外の力を安易に掴んだことは脱線であるとされ、所詮はただの事故、派手に見えても得られる力は何もないと断じている。そして上条自身ももう二度とこの力を使わない事を決めている。

### 神浄の討魔
新約22巻の終盤、コロンゾンとの最終決戦で切断された「幻想殺し」から生まれた、顔からその時点で身に纏っていた衣服まで上条と全く同じ姿をした少年。頭部の内側には風斬らと同じ人工物のような三角柱が核として存在し、表裏の区別が難しい粘膜に近い部分はショッキングピンクやエメラルドに光り、ダメージを負った部分からも同じ光が漏れる。心身共に本人とは独立して動く別の存在となっており、異能を打ち消す「幻想殺し」の力を全て奪い、回復魔術で元通りになっても戻らなかった「記憶喪失前の記憶」も保有している、上条にしてみれば「自分の過去」のような存在。使えるものならなんでも使い、普通に考えれば絶対太刀打ちできない相手でも、守りたいものがあれば手段を選ばず勝ちを獲りに行くという根本的な姿勢は共通だが、こちらは手段がより過激になっており、これまで散々利用されてきた経験から悪意の扱いも心得ている。
もともと上条は食蜂とインデックスの件で2度に渡って頭部に重大なダメージを負っており、その不安定化していたところへコロンゾンの攻撃で半分死んでしまった状態になり、アレイスターの回復魔術を受けて「右腕の力のない状態が正しいという前提での回復、頭のネットワークを再構築してしまった」事が発生の原因。第2位の「未元物質」と同じ自律した思考を保って人間のコントロールから外れた能力であり、「もっとスマートに幻想殺しを扱えたら、なくした記憶のどこかにそんな操縦方法は埋もれていなかったか」という上条の未練によって主観を獲得してしまう。
戦後、本来の上条になりすまして祝勝会に顔を出していたが、ドラゴンの姿で帰還した彼に襲撃を受ける。記憶を盾に食蜂を味方にして「心理掌握」でウィンザー城を乗っ取り、上条を追い返した後は、脅迫によって城にいた者達を次々と従えていく。だが、上条達の再襲撃の際、暴走する美琴のA.A.Aやインデックスの「自動書記」の攻撃に晒され、上条との直接対決での度重なるダメージでショッキングピンクのドラゴンという本性が露わになり、シャンデリアの破片の鋭い水晶で異能を、大振りなカーヴィングナイフで体を殺され、もう誰も死なせないことを約束させた後、上条の右腕へと戻った。

## 他作品での登場
『とある科学の超電磁砲』
サブキャラクターとして時折登場する。初期においては本編1巻での描写が美琴視点で描かれたり、1巻以前の美琴との邂逅や「虚空爆破（グラビトン）」事件で人知れず窮地を救うなど、本編を補完する場面や前日譚的な場面が多く見受けられる。本編3巻に当たる「絶対能力進化実験」編では、後半になるにつれて本編と同程度の頻度で登場、対一方通行戦においてはほぼ主人公に近い活躍を果たし、「大覇星祭」編終盤でも幻生に操られる美琴を竜王の顎で食い止めるという重要な役割を果たしている。
アニメ版では都市伝説の1つとして「幻想殺し」の存在が語られているほか、第1期第19話で登場した際には記憶を失ったことを示唆する描写がある。
『とある魔術のヘヴィーな座敷童が簡単な殺人妃の婚活事情』
悪神ロキによってインデックス、美琴と共に『とある魔術の禁書目録』の世界から北欧文化の世界に連れてこられる。常識的かつ良心的な発言をしているにもかかわらず、その他の登場人物たちから袋叩きに会うという不幸な役回り。冥界の女王ヘルを救うために立ち上がった少年をサポートして漆黒の大樹から呼び出される異世界の存在に立ち向かう。その後は海神エーギルを説得して妻のランの暴走をとめ、最後の最後で「幻想殺し」の影響により世界の狭間に取り残されかけるという不幸に見舞われるが、オティヌスに助けられて無事『禁書目録』の世界に帰還した。
『電撃学園RPG Cross of Venus』
アスキー・メディアワークスのニンテンドーDS（DS）用ソフト。電撃文庫15周年記念作品の学園アクションRPG。
インデックスと出逢ったばかり（第1巻前半）の上条当麻、つまり過去の記憶を失っていない彼（なぜか冬服）が登場する。異世界へ飛ばされるという異常事態にもかかわらず「ビリビリ女（美琴）からは解放される」ことを喜び、不幸な目にも遭っていないので状況を愉しむ節も見受けられる。サバトと不幸対決をしてダンボール生活という事実の前に負けを認めたり、小萌の実年齢を主人公にバラそうとして彼女の怒りを買ったりもしている。親しい者に酒好きがいる坂井悠二や高須竜児、女性に関して苦労の絶えない草壁桜など、他作品の主人公との交流も多い。
異世界において「戦う力を持つ男性は（『Cross of Venus』の）主人公だけ」なので学園（拠点）で待機するしかなく、敵についての考察や主人公の激励が主な役目となっている。前者に関しては元々頭を使うのが苦手なので要領を得ないが、後者に関しては主人公に力強い言葉を送り、良き支えになっている。ゲーム終盤では他の主人公らと共にある重要な役割を担う。
主人公は上条の「幻想殺し」を必殺技「イマジンブレイク」として駆使するが、それについての言及は無い。
『電撃文庫 FIGHTING CLIMAX』
サポートキャラクターとして登場。
『とある魔術の電脳戦機』
電脳戦機バーチャロンとのコラボ作品。乗機はテムジン。

## 備考
作者の鎌池によると、本作の構想段階でインデックスの次に出来たのが上条であり、「どんなタイプの主人公なら彼女を救えるか」というコンセプトで生み出したキャラクターだという。また、「魔術サイドという全くの別文明から来た少女を不思議そうに見る少年」という構図から、対比として科学サイドや学園都市の設定が誕生し、より読者視点に近づける為にメインターゲットと同年代である学生になったとのこと。また、主人公であるため、バトルを一つ一つクリアして行くごとに積みあがるものがあり、読者と主人公の目線がかけ離れてしまわないよう距離感を調整するため、主人公をわざと低い位置に落とすという意味で不幸というキーワードがあるのだと話している。
能力の「幻想殺し」に関しては、「主人公には特殊さが必須」を前提としたもののあまりに強すぎると英雄になりすぎてしまうため、見た目がしょぼく「特定の状況でないと効果が出せないけど、その力を放つと一発で逆転できる」という能力を探していた所で無効化能力を思いついたと語っている。また、電撃文庫の他作品などでも多く見られた学園アクションものを参考にして、「そういった主人公達と戦った時に、全ての力を打ち消せば逆転できる」として「電撃文庫最強の主人公」などと意図していたこともあったという。
上条の最大の特徴は「言葉を相手に投げかける」ことにあり、上条の「何でも打ち消す」能力には「相手の凝り固まった意見や思想を打ち消す」という意味を込めているという。鎌池によれば、相手の袋小路の背景やどうしても解決できない「グーとチョキしかないじゃんけん」の状況に対して上条が「グーの相手にパーを出して」勝ち、相手の袋小路を打ち破るという構造を想定してあるとのこと。敵側の条件を作り出す時には、それらの「越えられない壁を壊す」時に上条が相手を論破するロジックも同時に考え出していると語っている。なお、一部雑誌では、相手への反論として長い口上を叫ぶ様子を指して俗に「説教」と呼ばれることもある。
鎌池曰く、上条はその能力同様どこまでも「相対的」なキャラクターであり、身近な出来事から世界の危機までどんな時も全力で挑むため、敵や事件の規模や性質に合わせて立ち位置や見え方が様々に変化する人物である。また、自らの信念や主張ですら能動的でなく相手の言い分に呼応するように表出するといい、上条自身にも色々な側面が備わっていることから、作中では「上条の対極」とされるキャラクターが多く登場する。その他に、「どんな場面であっても素人のまま構わず突き進む」姿勢が主人公として書きやすい、「書いてて一番楽しいキャラクター」とも語っている。戦闘では「敵と味方の壁をぶっ壊すために戦う」という変則スタイルであり、事件が起こると何も言わずに一人で現場に向かうが、未だに罪悪感を持っていないのはここに起因するという。
宝島社によるこのライトノベルがすごい!　2011・2017年度「好きな男性キャラクター部門」において第1位を獲得。また2008年度以降、10年連続で3位以内をキープしている人気キャラクターである。